# Забірська сільська рада (Києво-Святошинський район)
| Забірська сільська рада — колишній орган місцевого самоврядування у Києво-Святошинському районі Київської області з адміністративним центром у с. Забір'я. Водоймища на території, підпорядкованій даній раді: Бобровиця. Сільській раді були підпорядковані населені пункти: - с. Забір'я |

## Склад ради
Рада складалася з 20 депутатів та голови.

### Керівний склад ради
| ПІБ                        | Основні відомості                                                 | Дата обрання | Дата звільнення |
| -------------------------- | ----------------------------------------------------------------- | ------------ | --------------- |
| Ярошенко Поліна Олексіївна | Сільський голова, 1956 року народження, освіта                    | 26.03.2006   | 31.10.2010      |
| Ляпунов Микола Васильович  | Сільський голова, 1960 року народження, освіта вища, безпартійний | 31.10.2010   |                 |

Примітка: таблиця складена за даними джерела